# Eva Glesková
Eva Glesková (geb. Lehocká; * 26. Juli 1943 in Zvolen) ist eine ehemalige slowakische Sprinterin, die für die Tschechoslowakei startete.
Bei den Olympischen Spielen 1964 in Tokio erreichte Glesková über 100 Meter und über 200 Meter jeweils das Halbfinale. 1966 gewann sie bei den Europäischen Hallenspielen in Dortmund Bronze in der 4-mal-160-Meter-Staffel. Über 60 Meter trat sie im Halbfinale nicht an. Bei den Europameisterschaften 1966 in Budapest wurde sie Vierte über 100 Meter, Sechste über 200 Meter und schied in der 4-mal-100-Meter-Staffel im Vorlauf aus. Bei den Europäischen Hallenspielen 1967 in Prag gewann sie Silber in der 4-mal-150-Meter-Staffel und wurde mit der tschechoslowakischen Mannschaft in der 1500-Meter-Staffel disqualifiziert.
1968 schied sie bei den Olympischen Spielen über 100 Meter im Halbfinale und über 200 Meter im Vorlauf aus. Über 100 Meter wurde sie bei den Europameisterschaften 1969 in Athen Siebte und bei den Olympischen Spielen 1972 in München Achte.
Sechsmal wurde sie tschechoslowakische Meisterin über 100 Meter (1964, 1966–1969, 1972) und siebenmal über 200 Meter (1962–1964, 1966, 1968, 1969, 1972).

## Persönliche Bestzeiten
- 100 m: 11,0 s, 1. Juli 1972, Budapest (ehemaliger Weltrekord)
- 200 m: 23,4 s, 1972